# Rally Sierra Morena de 2014
El Rally Sierra Morena de 2014 fue su 32.ª edición y la segunda ronda de la temporada 2014 del Campeonato de España de Rally. Se celebró entre el 9 y el 10 de mayo y contó con un itinerario de doce tramos sobre asfalto.

## Itinerario
| Día   | Tramo | Nombre        | Distancia | Hora  | Ganador             | Tiempo  | Vel. media | Líder rally         |
| ----- | ----- | ------------- | --------- | ----- | ------------------- | ------- | ---------- | ------------------- |
| Día 1 | SS1   | Trassierra    | 9,42 km   | 07:42 | Surhayen Pernía     | 5:32.6  | 102,0 km/h | Surhayen Pernía     |
| Día 1 | SS2   | Villaviciosa  | 23,19 km  | 08:13 | Miguel Ángel Fuster | 14:20.6 | 97,0 km/h  | Miguel Ángel Fuster |
| Día 1 | SS3   | El Hoyo       | 13,80 km  | 09:14 | Sergio Vallejo      | 9:31.1  | 87,0 km/h  | Miguel Ángel Fuster |
| Día 1 | SS4   | Trassierra    | 9,42km    | 10:56 | Sergio Vallejo      | 5:29.9  | 102,8 km/h | Miguel Ángel Fuster |
| Día 1 | SS5   | Villaviciosa  | 23,19km   | 11:22 | Miguel Ángel Fuster | 14:25.1 | 96,5 km/h  | Miguel Ángel Fuster |
| Día 1 | SS6   | El Hoyo       | 13,80 km  | 12:23 | Miguel Ángel Fuster | 9:29.6  | 87,2 km/h  | Miguel Ángel Fuster |
| Día 1 | SS7   | Lagar-Ermitas | 8,18 km   | 15:37 | Sergio Vallejo      | 4:53.7  | 100,3 km/h | Miguel Ángel Fuster |
| Día 1 | SS8   | Cerrotrigo    | 13,80 km  | 16:10 | Miguel Ángel Fuster | 9:32.9  | 86,7 km/h  | Miguel Ángel Fuster |
| Día 1 | SS9   | Posadas       | 19,82 km  | 16:43 | Sergio Vallejo      | 11:46.8 | 101,0 km/h | Sergio Vallejo      |
| Día 1 | SS10  | Lagar-Ermitas | 8,18 km   | 18:54 | Sergio Vallejo      | 4:52.9  | 100,5 km/h | Sergio Vallejo      |
| Día 1 | SS11  | Cerrotrigo    | 13,80 km  | 19:27 | Sergio Vallejo      | 9:31.7  | 86,9 km/h  | Sergio Vallejo      |
| Día 1 | SS12  | Posadas       | 19,82 km  | 20:00 | Sergio Vallejo      | 11:45.3 | 101,2 km/h | Sergio Vallejo      |

## Clasificación final
| Pos. | Piloto                     | Copiloto              | Automóvil               | Tiempo    | Diferencia |
| ---- | -------------------------- | --------------------- | ----------------------- | --------- | ---------- |
| 1.   | Sergio Vallejo             | Diego Vallejo         | Porsche 911 GT3         | 1:51:30.6 | 0.0        |
| 2.   | Miguel Ángel Fuster        | Ignacio Aviñó         | Ford Fiesta R5          | 1:51:56.9 | +26.3      |
| 3.   | Surhayen Pernía            | Juan Luis García      | Mitsubishi Lancer Evo X | 1:52:44.7 | +1:14.1    |
| 4.   | José Antonio Aznar Sánchez | José Crisanto Galán   | Porsche 911 GT3         | 1:55:42.0 | +4:11.4    |
| 5.   | Joan Carchat               | Claudi Ribeiro        | Mitsubishi Lancer Evo X | 1:56:00.7 | +4:30.1    |
| 6.   | Joan Vinyes                | Jordi Mercader        | Suzuki Swift S1600      | 1:56:28.0 | +4:57.4    |
| 7.   | Gorka Antxustegui          | Alberto Iglesias      | Suzuki Swift S1600      | 1:57:51.1 | +6:20.5    |
| 8.   | Francisco Cima             | Alejandro Noriega     | SEAT León Supercopa     | 1:59:24.0 | +7:53.4    |
| 9.   | Esteban Vallín             | Borja Odriozola       | Opel Adam R2            | 2:00:31.7 | +9:01.1    |
| 10.  | Pedro Cordero              | Antonio Martín Sierra | Porsche 997 GT3         | 2:00:45.6 | +9:15.0    |